# Attalos I.
Attalos I. (269 př. n. l. – 197 př. n. l.) nebo také Attalos Sótér (Spasitel) byl vládce maloasijského města Pergamon, příslušník rodu Attalovců. 
Jeho otec, který se jmenoval také Attalos, vyhrál na olympijských hrách závod tethrippon. Po jeho předčasné smrti adoptoval Attala příbuzný Eumenés I., vládce Pergamu. V roce 241 př. n. l. Eumenes zemřel a Attalos se stal jeho nástupcem. Na počátku jeho vlády země strádala nájezdy Keltů z Galacie, kteří vymáhali výkupné. Okolo roku 230 př. n. l. je Attalova vojska porazila na řece Kaikos – v důsledku tohoto vítězství obdržel titul prvního krále Pergamonu a přízvisko Spasitel. 
Za jeho vlády Pergamon bohatl a stal se regionální velmocí, Attalos posiloval jeho prestiž tím, že lákal přední vědce a umělce své doby, jako byl Apollónios z Pergy nebo Epigonos, který vytvořil pro svatyni bohyně Athény bronzovou sochu umírajícího Gala, známou z římských kopií. Pergamon se díky Attalovi stal kulturním a náboženským centrem helénistického světa, král věnoval mnoha řeckým městům votivní dary a založil velkou Pergamskou knihovnu. 
Později Attalos bojoval proti Seleukovské říši i proti Filipovi V. Makedonskému, podařilo se mu výrazně rozšířit území svého státu, na čas ovládl i ostrov Aigina. Konflikt s Makedonií ho přivedl ke spojenectví s Římany, které symbolicky posílil věnováním posvátného kamene, spojeného s kultem Kybelé, jenž byl uložen v chrámu na Palatinu a připisovala se mu zásluha na vítězství v druhé punské válce.
Jeho manželka Apollonis pocházela z prosté rodiny z města Kyziku. Šlo v tehdejších vládnoucích vrstvách o výjimečný případ manželství z lásky, které bylo v dobové literatuře dáváno za příklad harmonického vztahu. Měli spolu čtyři syny, nejstarší z nich Eumenés II. se stal roku 197 př. n. l. Attalovým nástupcem.